# Ради Найденов (политик)
Вижте пояснителната страница за други личности с името Ради Найденов.
Ради Найденов Драгнев е български политик от БЗНС (казионен) и министър на правосъдието от 1946 до 1962 година, а след това член на Президиума на Народното събрание от 1962 до 1971 година.
Народен представител е в XXIV народно събрание (1938 – 1939), а след деветосептемврийския преврат е избиран за депутат във всички Народни събрания от декември 1945 до април 1981 година.

## Биография
Ради Найденов е роден на 5 юли 1895 г. в с. Бъркач, Плевенско. През 1912 година завършва Плевенската гимназия. След това до 1915 година учителства в с. Смоляновци и с. Ъглен.
В периода 1915 – 1918 година завършва Школата за запасни офицери. Служи като взводен командир в Първи артилерийски полк. През 1923 година е репресиран заради участието в Септемврийското въстание. След 1924 година завършва право и работи като адвокат. От 1932 година става член на БЗНС „Пладне“. От 1932 до 1985 година е член на Управителния съвет на БЗНС.
В периода от 1946 до 1962 година е министър на правосъдието. Същевременно е и депутат в Народното събрание и като такъв през 1947 година има главна роля, заедно с Владимир Поптомов и Петър Каменов, в разгрома на БЗНС – Никола Петков – основната опозиционна сила в страната. В реч пред Народното събрание той настоява „да се отстрани от политическия живот“ съюза на Никола Петков като „съюз на вредители“. Заявява, че това е неофашистка реставраторска политическа група, която се е създала отгоре, и че била дело на заговорници, на конспиратори и на професионални авантюристи, ангажирани с чужди реакционни групи. Характеризира я като неохитлеристка и неофашистка. Като министър на правосъдието се изказва в защита на законопроекта за забрана на БЗНС – Никола Петков заедно с всичките му поделения и секции и парламентарната му група и при приемането му на първо четене настоява да бъде гласуван спешно и на второ четене същия ден, което е направено. Така на 26 август 1947 година БЗНС – Никола Петков е забранен и разтурен. След произнасянето на смъртната присъда на Никола Петков ръководеното от Ради Найденов Министерство на правосъдието я разглежда и не намира основание смъртното наказание да бъде заменено с доживотен затвор, след което присъдата е изпълнена.
От 1962 до 1971 година е член на Президиума на Народното събрание.
Герой на социалистическия труд и носител на орден „Георги Димитров“.
Умира на 14 януари 1985 в град София.

## Награди
- Георй на социалистическия труд
- – Орден Георги Димитров
- – Орден Георги Димитров